# Pausenzeichen (Rundfunk)
Das Pausenzeichen (englisch interval signal) ist ein akustisches Signal zwischen zwei Hörfunk- oder Fernsehsendungen im Hörfunk und Fernsehen, das die Unterbrechung überbrücken soll und auch der Sendererkennung dient.

## Allgemeines
Zwischen dem Ende einer Sendung und dem Beginn der nächsten wurde bei den öffentlich-rechtlichen Rundfunksendern in Deutschland oder der Schweiz früher kein überbrückender Werbeblock gesendet, sondern ein sich wiederholendes Pausenzeichen. Es diente einerseits als Überbrückung zwischen zwei Sendungen während einer Sendepause, andererseits aber auch als Senderkennung („station identification“). Zudem wurden die – aus technischen Gründen – länger dauernden Umschaltphasen zwischen zwei Sendern mit Pausenzeichen überbrückt. Außerdem wird es als für jeden Sender einzigartiges Erkennungszeichen genutzt.

## Geschichte

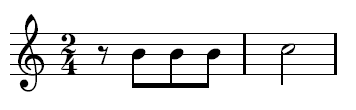
Historisches Pausenzeichen der BBC

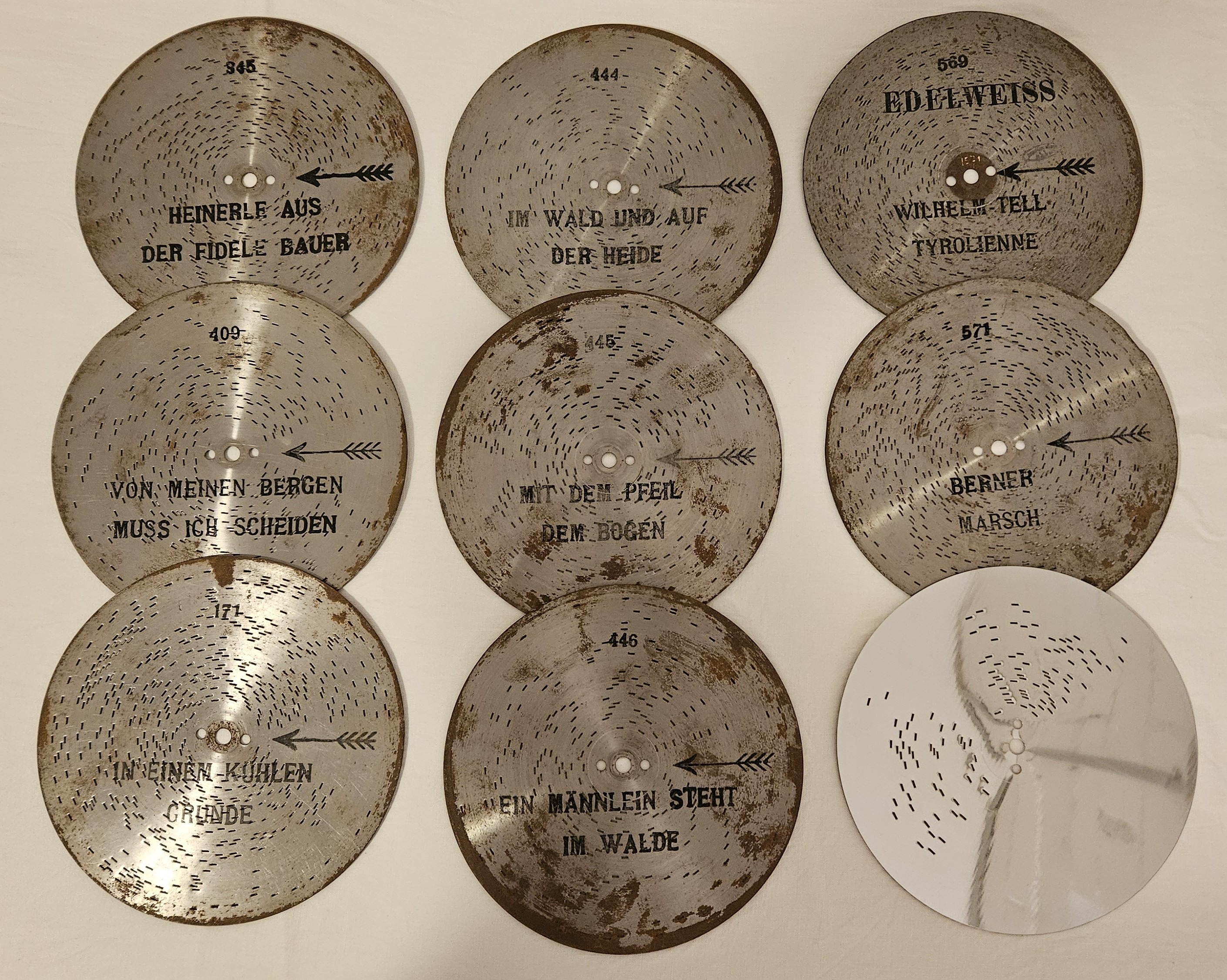
Blechschallplatten zu Pausenzeichen-Maschine (1925)

Pausenzeichen sind so alt wie das Radio. In den USA wurden Pausenzeichen im privaten Rundfunk überwiegend nicht verwendet, weil man Werbeblöcke und Jingles zur Senderidentifizierung einsetzte. Hingegen verwendete der werbefreie öffentliche Rundfunk meist eigenproduzierte Pausenzeichen. Der Sender MIRAG (Leipzig) sendete seit 1924 das tickende Geräusch eines Weckers, der Deutschlandsender führte 1933 ein neues Pausenzeichen ein, das von einem Pausenzeichengeber erzeugt wurde. Radiofachzeitschriften listeten einzelne charakteristische Pausenzeichen mit Noten auf. Eines der bekanntesten Pausenzeichen ist die Tonfolge B-B-B-C der BBC, die mit dem Morsezeichen · · · − für „V“ (= Victory) übereinstimmt und den Anfangstönen der Beethoven’schen Schicksalssymphonie ähnelt. Beides wurde im Zweiten Weltkrieg propagandistisch genutzt. Wegen der hohen Stationsdichte auf Mittelwelle und insbesondere Kurzwelle haben die auf diesen Radiofrequenzen beheimateten Sender mit Pausenzeichen ihre Identifizierung durch den Radiohörer ermöglicht und ihm Gelegenheit gegeben, die Radiofrequenz korrekt einzustellen.
Mit dem Aufkommen des Privatrundfunks im Januar 1984, der sofort Jingles einsetzte, wurden allmählich auch die Pausenzeichen im öffentlich-rechtlichen Rundfunk abgeschafft. Sie wurden auch im öffentlich-rechtlichen Fernsehen verwendet; permanente visuelle Quellenkennungen wurden dort erst in den 1990er Jahren eingeführt.

## Instrumentation und Inhalt
Anfangs diente zuweilen schlicht das Ticken einer Uhr oder eines Metronoms als Pausenzeichen (z. B. Leipzig 1924) oder Morsezeichen gaben den Senderstandort an (z. B. Hamburg · · · ·  · − "h-a" 1925). Ähnlich den Morsezeichen gab es auch „sprechende“ Tonfolgen (z. B. H/engl.B–D/ital.re–E für BRE bei Radio Bremen, Es–F–B für SFB beim Sender Freies Berlin). Die meisten Pausenzeichen basierten jedoch auf bestehenden Kompositionen, die verkürzt wiedergegeben wurden. Der WDR benutzte ein Motiv aus Beethovens „In allen guten Stunden“ (Opus 122), das seit der Aufspaltung des NWDR in NDR und WDR am 1. Januar 1956 erstmals gespielt wurde. Der Bayerische Rundfunk spielte eine Passage aus dem Volkslied Solang der alte Peter. Selten gab es auch Kompositionen eigens für den Rundfunk (z. B. von Hermann Heiß für den Hessischen Rundfunk 1955).
Pausenzeichen wurden von einem oder mehreren Instrumenten gespielt oder einem so genannten Pausenzeichengeber erzeugt. Mit Aufkommen des Tonbandgeräts benutzte man eine Bandschleife. Nach der Einführung von digitalen Tuningsystemen ging die Nutzung von Pausenzeichen zurück, wurde aber noch nicht ganz aufgegeben. Da die Pausenzeichen weltweit fast vollständig aus dem Radio- und Fernsehalltag verschwunden sind, bemühen sich Sammler um die Komplettierung ganzer Datenbanken mit Pausenzeichen.

## Liste von Pausenzeichen

Internationale Pausenzeichen (1934)

Die Tonbespiele sind MIDI-Dateien gemäß der Notation, keine Originalaufnahmen.

### Bis 1945
Quelle: Der deutsche Rundfunk

#### Deutschland
- Deutschlandsender: Weckerticken 210/min;
Mozart, Die Zauberflöte (Ein Mädchen oder Weibchen) / Schubart, Üb’ immer Treu und Redlichkeit (1933)

Die Audiowiedergabe wird in deinem Browser nicht unterstützt. Du kannst die Audiodatei herunterladen.

- Funkstunde Berlin: Weckerticken 210/min; Morsezeichen "b";

Die Audiowiedergabe wird in deinem Browser nicht unterstützt. Du kannst die Audiodatei herunterladen.
- Orag Königsberg:

Die Audiowiedergabe wird in deinem Browser nicht unterstützt. Du kannst die Audiodatei herunterladen.
Dewischeit, Masurenlied (Wild flutet der See)
Die Audiowiedergabe wird in deinem Browser nicht unterstützt. Du kannst die Audiodatei herunterladen.
Wo des Haffes Wellen trecken an den Strand
Die Audiowiedergabe wird in deinem Browser nicht unterstützt. Du kannst die Audiodatei herunterladen.
- Norag Hamburg: Morsezeichen "h-a" (1925);
Wagner, Der fliegende Holländer (Steuermann, laß’ die Wacht; 1933)

Die Audiowiedergabe wird in deinem Browser nicht unterstützt. Du kannst die Audiodatei herunterladen.
- Werag Köln:

Die Audiowiedergabe wird in deinem Browser nicht unterstützt. Du kannst die Audiodatei herunterladen.
Hopsa, mei Lorche, dreh dich mal rum
Die Audiowiedergabe wird in deinem Browser nicht unterstützt. Du kannst die Audiodatei herunterladen.
Schläge auf Metallplättchen
Die Audiowiedergabe wird in deinem Browser nicht unterstützt. Du kannst die Audiodatei herunterladen.
- Süwrag Frankfurt: Weckerticken 190/min;
Carl Wilhelm, Die Wacht am Rhein (Zum Rhein, zum Rhein, zum deutschen Rhein; 1935)

Die Audiowiedergabe wird in deinem Browser nicht unterstützt. Du kannst die Audiodatei herunterladen.
- Saarbrücken: Deutsch ist die Saar (Saarlandlied)

Die Audiowiedergabe wird in deinem Browser nicht unterstützt. Du kannst die Audiodatei herunterladen.
- Sürag Stuttgart: Gongschläge

Die Audiowiedergabe wird in deinem Browser nicht unterstützt. Du kannst die Audiodatei herunterladen.
- Deutsche Stunde in Bayern (München): Morsezeichen "m-ü" (1926);

Die Audiowiedergabe wird in deinem Browser nicht unterstützt. Du kannst die Audiodatei herunterladen.
Wagner, Parsifal-Glocken
Die Audiowiedergabe wird in deinem Browser nicht unterstützt. Du kannst die Audiodatei herunterladen.
- Mirag Leipzig: Weckerticken 240/min (1924);
Noten B-A-C-H

Die Audiowiedergabe wird in deinem Browser nicht unterstützt. Du kannst die Audiodatei herunterladen.
- Schlesische Funkstunde Breslau: Weckerticken 200/min;
Hohenfriedberger Marsch

Die Audiowiedergabe wird in deinem Browser nicht unterstützt. Du kannst die Audiodatei herunterladen.

#### Österreich
- Ravag Wien: Weckerticken 270/min[5] (1924–38, 1945–53)

#### Schweiz
- Landessender Beromünster:

1926 wählte Radio Basel das Ticken einer Uhr zu seinem Pausenzeichen. Ihm folgte 1928 der «klangvollere Schlag der Westminsterglocke».
- Basel: Westminsterschlag

Die Audiowiedergabe wird in deinem Browser nicht unterstützt. Du kannst die Audiodatei herunterladen.

Im Dezember 1926, übertrug Radio Bern einen Unterhaltungsabend aus Solothurn. Um die Zeit eines technischen Problems zu überbrücken, stimmte eine Sängerin das Solothurner Volkslied «D’Zyt isch do» an. Weil dieses so gut ankam, beschlossen die Berner Radioleute, den Anfang des glücklichen Pausenfüllers gleich auch als Pausenzeichen zu verwenden.
- Bern: Casimir Meister, D’ Zyt isch do (1926–66, Musikdose)

Die Audiowiedergabe wird in deinem Browser nicht unterstützt. Du kannst die Audiodatei herunterladen.
- Zürich:

Die Audiowiedergabe wird in deinem Browser nicht unterstützt. Du kannst die Audiodatei herunterladen.
- Landessender Sottens: Johannes Brahms, Morgen früh, wenn Gott will (Wiegenlied Guten Abend, gut’ Nacht)

Die Audiowiedergabe wird in deinem Browser nicht unterstützt. Du kannst die Audiodatei herunterladen.
- Landessender Monte Ceneri: Glockenspiel der Kirche von Pazzalino (Lugano)

Die Audiowiedergabe wird in deinem Browser nicht unterstützt. Du kannst die Audiodatei herunterladen.

#### Nordeuropa
- Oslo

Die Audiowiedergabe wird in deinem Browser nicht unterstützt. Du kannst die Audiodatei herunterladen.
- Kopenhagen: Drømte mig en drøm i nat

Die Audiowiedergabe wird in deinem Browser nicht unterstützt. Du kannst die Audiodatei herunterladen.

#### Westeuropa
- Brüssel I: von Grétry

Die Audiowiedergabe wird in deinem Browser nicht unterstützt. Du kannst die Audiodatei herunterladen.
- Brüssel II: Benoit, Beiaardlied

Die Audiowiedergabe wird in deinem Browser nicht unterstützt. Du kannst die Audiodatei herunterladen.
- Poste Parisien: Charpentier, Louise

Die Audiowiedergabe wird in deinem Browser nicht unterstützt. Du kannst die Audiodatei herunterladen.
- Barcelona

Die Audiowiedergabe wird in deinem Browser nicht unterstützt. Du kannst die Audiodatei herunterladen.
- Madrid

Die Audiowiedergabe wird in deinem Browser nicht unterstützt. Du kannst die Audiodatei herunterladen.

#### Osteuropa
- Helsinki: Nationalhymne Finnlands

Die Audiowiedergabe wird in deinem Browser nicht unterstützt. Du kannst die Audiodatei herunterladen.
- Tallinn: Weckerticken 150/min

- Kaunas

Die Audiowiedergabe wird in deinem Browser nicht unterstützt. Du kannst die Audiodatei herunterladen.
- Riga

Die Audiowiedergabe wird in deinem Browser nicht unterstützt. Du kannst die Audiodatei herunterladen.
- Warschau: Chopin, A-Dur-Polonaise

Die Audiowiedergabe wird in deinem Browser nicht unterstützt. Du kannst die Audiodatei herunterladen.
- Kattowitz: Hammerschläge auf Amboss

- Prag: Smetana, Vyšehrad

Die Audiowiedergabe wird in deinem Browser nicht unterstützt. Du kannst die Audiodatei herunterladen.
- Budapest

Die Audiowiedergabe wird in deinem Browser nicht unterstützt. Du kannst die Audiodatei herunterladen.
- Bukarest

Die Audiowiedergabe wird in deinem Browser nicht unterstützt. Du kannst die Audiodatei herunterladen.
- Belgrad

Die Audiowiedergabe wird in deinem Browser nicht unterstützt. Du kannst die Audiodatei herunterladen.
- Zagreb: Weckerticken 100/min

- Moskau (Gewerkschaftssender)

Die Audiowiedergabe wird in deinem Browser nicht unterstützt. Du kannst die Audiodatei herunterladen.

### Nach 1945
Quelle: World Radio TV Handbook (bis 1989)

#### Bundesrepublik Deutschland
- DW: Beethoven, Fidelio (Es sucht der Bruder seine Brüder; 1953)

Die Audiowiedergabe wird in deinem Browser nicht unterstützt. Du kannst die Audiodatei herunterladen.
- DLF: Binzer, Wir hatten gebauet ein stattliches Haus (Dir, Land voll Lieb’ und Leben; 1962)

Die Audiowiedergabe wird in deinem Browser nicht unterstützt. Du kannst die Audiodatei herunterladen.
- RIAS Berlin: Fasch, Triosonate

Die Audiowiedergabe wird in deinem Browser nicht unterstützt. Du kannst die Audiodatei herunterladen.
- NWDR Hamburg: Mozart, Die Zauberflöte (Das klinget so herrlich)

Die Audiowiedergabe wird in deinem Browser nicht unterstützt. Du kannst die Audiodatei herunterladen.
Brahms, 4. Sinfonie (1948)
Die Audiowiedergabe wird in deinem Browser nicht unterstützt. Du kannst die Audiodatei herunterladen.
- NDR Hamburg: Brahms, 2. Sinfonie (1956)

Die Audiowiedergabe wird in deinem Browser nicht unterstützt. Du kannst die Audiodatei herunterladen.
NDR II: Dominantseptnonakkord
Die Audiowiedergabe wird in deinem Browser nicht unterstützt. Du kannst die Audiodatei herunterladen.
- Sender Freies Berlin: Beethoven, Egmont-Fanfare (1954)

Die Audiowiedergabe wird in deinem Browser nicht unterstützt. Du kannst die Audiodatei herunterladen.
Noten Es-F-B
Die Audiowiedergabe wird in deinem Browser nicht unterstützt. Du kannst die Audiodatei herunterladen.
- WDR Köln: Beethoven, Bundeslied (In allen guten Stunden; 1956)

Die Audiowiedergabe wird in deinem Browser nicht unterstützt. Du kannst die Audiodatei herunterladen.
- SWF Baden-Baden: Mozart, Die Zauberflöte (Bald prangt, den Morgen zu verkünden; 1946)

Die Audiowiedergabe wird in deinem Browser nicht unterstützt. Du kannst die Audiodatei herunterladen.
- Radio Saarbrücken: Kein schöner Land in dieser Zeit (bis 1956)

Die Audiowiedergabe wird in deinem Browser nicht unterstützt. Du kannst die Audiodatei herunterladen.
SR Saarbrücken: Steigerlied (Und er hat sein helles Licht bei der Nacht; 1957)
Die Audiowiedergabe wird in deinem Browser nicht unterstützt. Du kannst die Audiodatei herunterladen.
- BR München: Wiesberg, Solang der alte Peter (1948/51)

Die Audiowiedergabe wird in deinem Browser nicht unterstützt. Du kannst die Audiodatei herunterladen.
- SDR Stuttgart: Silcher, Jetzt gang i ans Brünnele

Die Audiowiedergabe wird in deinem Browser nicht unterstützt. Du kannst die Audiodatei herunterladen.
- HR Frankfurt: Humperdinck, Königskinder (1948)

Die Audiowiedergabe wird in deinem Browser nicht unterstützt. Du kannst die Audiodatei herunterladen.
Heiß (1955)
Die Audiowiedergabe wird in deinem Browser nicht unterstützt. Du kannst die Audiodatei herunterladen.
- Radio Bremen: Bach, h-Moll-Messe[10] (1960)

Die Audiowiedergabe wird in deinem Browser nicht unterstützt. Du kannst die Audiodatei herunterladen.

#### Deutsche Demokratische Republik
- Berliner Rundfunk: Lortzing, Regina (1955)

Die Audiowiedergabe wird in deinem Browser nicht unterstützt. Du kannst die Audiodatei herunterladen.
- Deutschlandsender: Wagner, Meistersinger-Motiv (1955)

Die Audiowiedergabe wird in deinem Browser nicht unterstützt. Du kannst die Audiodatei herunterladen.
- Radio DDR: Englert, Wann wir schreiten Seit’ an Seit’ (1955)

Die Audiowiedergabe wird in deinem Browser nicht unterstützt. Du kannst die Audiodatei herunterladen.
- RBI: Eisler, Auferstanden aus Ruinen (ca. 1968)

Die Audiowiedergabe wird in deinem Browser nicht unterstützt. Du kannst die Audiodatei herunterladen.

#### Österreich
- Österreichischer Rundfunk, erstes Programm: Schubert, Rosamunde (1955)

Die Audiowiedergabe wird in deinem Browser nicht unterstützt. Du kannst die Audiodatei herunterladen.
- zweites Programm: Mozart, Die Zauberflöte (1955)

Die Audiowiedergabe wird in deinem Browser nicht unterstützt. Du kannst die Audiodatei herunterladen.
- drittes Programm: Haydn, Paukenschlagsinfonie (1955)

Die Audiowiedergabe wird in deinem Browser nicht unterstützt. Du kannst die Audiodatei herunterladen.
- RÖI: Strauss, An der schönen blauen Donau

Die Audiowiedergabe wird in deinem Browser nicht unterstützt. Du kannst die Audiodatei herunterladen.
- Österreich 1: drei Töne (für O-R-F) von Werner Pirchner (1994)[11]

Die Audiowiedergabe wird in deinem Browser nicht unterstützt. Du kannst die Audiodatei herunterladen.

#### Schweiz
- SRI: Lueget vo Berg und Tal

Die Audiowiedergabe wird in deinem Browser nicht unterstützt. Du kannst die Audiodatei herunterladen.
- Landessender Beromünster:

- Basel: Z’ Basel a mym Rhy

Die Audiowiedergabe wird in deinem Browser nicht unterstützt. Du kannst die Audiodatei herunterladen.
- Bern: Casimir Meister, D’ Zyt isch do (1926–66, siehe oben)
- Zürich: Chum Bueb und lueg dis Ländli a

Die Audiowiedergabe wird in deinem Browser nicht unterstützt. Du kannst die Audiodatei herunterladen.
1967 wurden anstelle der bisherigen «föderalistischen» Pausenzeichen neue Signete für das nationale Programm eingesetzt: Einige Takte aus Rossinis Wilhelm-Tell-Ouvertüre als Pausenzeichen für das erste Programm und der Schlussteil des Liedes «Ich bin ein Schweizerknabe» zur Füllung allfälliger Lücken im zweiten Programm. Die bisherigen drei Signete wurden nur noch bei Lokalsendungen verwendet.
- Landessender Sottens:

- Genf: Quelle fatale journée (Lied der Escalade)

Die Audiowiedergabe wird in deinem Browser nicht unterstützt. Du kannst die Audiodatei herunterladen.
- Lausanne: Voici la mi-été

Die Audiowiedergabe wird in deinem Browser nicht unterstützt. Du kannst die Audiodatei herunterladen.